# Summer Strallen
Summer Peta Vaigncourt- Strallen (Londra, 21 dicembre 1985) è un'attrice, cantante e ballerina britannica, nota per il suo lavoro nel teatro musicale londinese.
È figlia degli attori Sandy Strallen e Cherida Langford, nipote di Bonnie Langford e sorella di Scarlett, Sasi e Zizi Strallen.
Ha debuttato sulla scena londinese a 7 anni nel 1992 con il revival del musical The Sound of Music, a cui sono seguiti i musical Cats (2000), Guys and Dolls (2005), The Boy Friend (2006), Follies (2007), The Drowsy Chaperone con Elaine Paige (2007; candidata al Laurence Olivier Award alla migliore attrice in un musical), The Sound of Music (2007), Love Never Dies (2010; candidata al Laurence Olivier Award alla miglior performance in un ruolo non protagonista in un musical) e Top Hat (2012; candidata al Laurence Olivier Award alla migliore attrice in un musical).

## Filmografia

### Televisione
- Casualty - serie TV, 1 episodio (2014)